# Vierde klasse 2007-08 (voetbal België)
Het seizoen 2007/08 van de Belgische Vierde Klasse gaat van start in de zomer van 2007 en de normale competitie eindigt in de lente van 2008. Daarna worden nog de eindrondes voor promotie en degradatie gespeeld. Vierde Klasse of Bevordering telt vier afzonderlijke reeksen, met 16 clubs per reeks.

## Gedegradeerde teams
Deze teams waren gedegradeerd uit de Derde Klasse voor de start van het seizoen:
- FC Verbroedering Meerhout (rechtstreeks 3A)
- KSK Maldegem (rechtstreeks 3A)
- KSK Hasselt (rechtstreeks 3B)
- R. Wallonia Walhain Chaumont-Gistoux (rechtstreeks uit 3B)
- Sporting West Ingelmunster-Harelbeke (verlies in eindronde)

## Gepromoveerde teams
Deze teams waren gepromoveerd uit de provinciale reeksen voor de start van het seizoen. Uit elke provincie promoveert de kampioen. In de drie provincies met de meeste clubs, namelijk Antwerpen, Brabant en Oost-Vlaanderen, promoveerde de provinciale eindrondewinnaar rechtstreeks naar Vierde Klasse. De eindrondewinnaars uit de andere provincies moesten nog naar een interprovinciale eindronde om kans te maken op promotie.

### Antwerpen
- KFC Sint-Lenaarts (kampioen)
- K. Tubantia Borgerhout VK (winnaar provinciale eindronde)

### Brabant
- KSK Lombeek-Ternat (kampioen)
- Tempo Overijse (winnaar provinciale eindronde)

### Limburg
- K. Overpeltse VV (kampioen)

### Oost-Vlaanderen
- KE Appelterre-Eichem (kampioen)
- K. Olsa Brakel (winnaar provinciale eindronde)

### West-Vlaanderen
- KVK Ieper (kampioen)

### Henegouwen
- RSC Pâturageois (kampioen)
- R. Soignies Sports (winnaar interprovinciale eindronde)

### Luik
- R. Spa FC (kampioen)

### Luxemburg
- ES Jamoigne (kampioen)

### Namen
- SC Petit-Waret (kampioen)
- RFC Meux (winnaar interprovinciale eindronde)

## Promoverende teams
Deze teams promoveerden naar Derde Klasse op het eind van het seizoen:
- SC Wielsbeke (kampioen 4A)
- KRC Gent-Zeehaven (kampioen 4B)
- Hoogstraten VV (kampioen 4C)
- URS du Centre (kampioen 4D)
- K. Rupel Boom FC (winst eindronde)
- KV Woluwe Zaventem (winst eindronde)

## Degraderende teams
Deze teams degradeerden naar de provinciale reeksen op het eind van het seizoen:
- Sporting West Ingelmunster-Harelbeke (rechtstreeks 4A)
- KSK Maldegem (rechtstreeks 4A)
- KE Appelterre-Eichem (rechtstreeks 4A)
- KSK Wevelgem-City (verlies in eindronde)
- KFC Evergem-Center (rechtstreeks 4B)
- Tempo Overijse (rechtstreeks 4B)
- R. Léopold Uccle FC (rechtstreeks 4B)
- RCSJ de Grivegnée (rechtstreeks 4C)
- RJS Bas-Oha (rechtstreeks 4C)
- K. Overpelt VV (rechtstreeks 4C)
- RFC Meux (rechtstreeks 4D)
- ES Jamoigne (rechtstreeks 4D)
- R. Soignies Sports (rechtstreeks 4D)
- SC Petit-Waret (verlies in eindronde)

## Eindstand
| Legende                               |
| ------------------------------------- |
| Kampioen + promotie naar Derde Klasse |
| Eindronde voor promotie               |
| Interprovinciale eindronde            |
| Degradatie naar Eerste Provinciale    |

### Vierde Klasse A
|   |    |                                      | P  | W  | G  | V  | +  | -  | DS  | Ptn |
| - | -- | ------------------------------------ | -- | -- | -- | -- | -- | -- | --- | --- |
| K | 1  | SC Wielsbeke                         | 30 | 17 | 4  | 9  | 46 | 36 | 10  | 55  |
| E | 2  | KVC Sint-Eloois-Winkel Sport         | 30 | 16 | 7  | 7  | 54 | 28 | 26  | 55  |
| E | 3  | VG Oostende                          | 30 | 16 | 5  | 9  | 69 | 34 | 35  | 53  |
| E | 4  | KSK Sint-Paulus Opwijk               | 30 | 14 | 8  | 8  | 53 | 35 | 18  | 50  |
|   | 5  | KSV Diksmuide                        | 30 | 14 | 6  | 10 | 74 | 49 | 25  | 48  |
|   | 6  | KSK Lombeek-Ternat                   | 30 | 13 | 8  | 9  | 52 | 39 | 13  | 47  |
|   | 7  | K. Eendracht Opstal                  | 30 | 13 | 6  | 11 | 46 | 47 | -1  | 45  |
|   | 8  | KFC Izegem                           | 30 | 12 | 8  | 10 | 47 | 41 | 6   | 44  |
|   | 9  | K. Olsa Brakel                       | 30 | 14 | 1  | 15 | 60 | 60 | 0   | 43  |
|   | 10 | KVK Ieper                            | 30 | 10 | 12 | 8  | 47 | 40 | 7   | 42  |
|   | 11 | Verbroedering Meldert                | 30 | 9  | 11 | 10 | 37 | 43 | -6  | 38  |
|   | 12 | K. White Star Lauwe                  | 30 | 9  | 8  | 13 | 51 | 63 | -12 | 35  |
| E | 13 | KSK Wevelgem-City                    | 30 | 9  | 8  | 13 | 38 | 66 | -28 | 35  |
| D | 14 | KE Appelterre-Eichem                 | 30 | 9  | 3  | 18 | 39 | 66 | -27 | 30  |
| D | 15 | KSK Maldegem                         | 30 | 6  | 5  | 19 | 28 | 61 | -33 | 23  |
| D | 16 | Sporting West Ingelmunster-Harelbeke | 30 | 5  | 8  | 17 | 40 | 73 | -33 | 23  |

Aanvankelijk was KSK Wevelgem-City als 11de geëindigd, buiten de degradatiezone. In een wedstrijd in Ieper op de voorlaatste speeldag had KSK Wevelgem-City echter een geschorste speler opgesteld. Er werd klacht ingediend, en voor de groene tafel werd KSK Wevelgem-City inderdaad de drie punten ontnomen en een 5-0 forfaitnederlaag toegekend. KSK Wevelgem-City eindigde zo met evenveel punten als K. White Star Lauwe op een gedeelde 12de en 13de plaats.
Vooral voor KSK Wevelgem-City was het resultaat van de testwedstrijd van groot belang; afhankelijk van het resultaat maakte KSK Wevelgem-City immers nog kans op promotie naar Derde Klasse, behoud in Vierde Klasse of degradatie naar Eerste Provinciale. KSK Wevelgem-City had immers de tweede periodetitel behaald, wat normaal recht geeft op een plaats in de promotie-eindronde. Bij winst van de testwedstrijd zou KSK Wevelgem-City dus 12de eindigen, en zo zelfs in de eindronde voor promotie kunnen spelen. Bij verlies van de testwedstrijd zou KSK Wevelgem-City 13de eindigden en naar de degradatie-eindronde moeten en geweerd worden uit de promotie-eindronde.
K. White Star Lauwe won de wedstrijd; KSK Wevelgem-City eindigde zo dertiende en werd verwezen naar de barrages tegen degradatie.
| Datum      | Wedstrijd                               | Uitslag |
| ---------- | --------------------------------------- | ------- |
| 15/05/2008 | K. White Star Lauwe - KSK Wevelgem-City | 2-0     |

### Vierde Klasse B
|   |    |                           | P  | W  | G | V  | +  | -  | DS  | Ptn |
| - | -- | ------------------------- | -- | -- | - | -- | -- | -- | --- | --- |
| K | 1  | KRC Gent-Zeehaven         | 30 | 20 | 6 | 4  | 60 | 28 | 32  | 66  |
| E | 2  | KV Woluwe-Zaventem        | 30 | 19 | 9 | 2  | 60 | 21 | 39  | 66  |
| E | 3  | K. Rupel Boom FC          | 30 | 20 | 4 | 6  | 66 | 34 | 32  | 64  |
| E | 4  | KSV Temse                 | 30 | 19 | 5 | 6  | 67 | 31 | 36  | 62  |
|   | 5  | KFC Schoten SK            | 30 | 13 | 8 | 9  | 51 | 40 | 11  | 47  |
|   | 6  | KSK Heist                 | 30 | 13 | 7 | 10 | 56 | 45 | 11  | 46  |
|   | 7  | K. Lyra TSV               | 30 | 12 | 6 | 12 | 42 | 45 | -3  | 42  |
|   | 8  | KSV Bornem                | 30 | 12 | 5 | 13 | 51 | 54 | -3  | 41  |
|   | 9  | K. Tubantia Borgerhout VK | 30 | 11 | 5 | 14 | 37 | 58 | -21 | 38  |
|   | 10 | KFC Eendracht Zele        | 30 | 9  | 8 | 13 | 38 | 43 | -5  | 35  |
|   | 11 | KSC Grimbergen            | 30 | 9  | 5 | 16 | 43 | 58 | -15 | 32  |
|   | 11 | K. Olympia SC Wijgmaal    | 30 | 9  | 5 | 16 | 37 | 52 | -15 | 32  |
| E | 13 | K. Berchem Sport          | 30 | 8  | 8 | 14 | 34 | 43 | -9  | 32  |
| D | 14 | R. Léopold Uccle FC       | 30 | 9  | 2 | 19 | 30 | 59 | -29 | 29  |
| D | 15 | KFC Evergem-Center        | 30 | 7  | 1 | 22 | 34 | 62 | -28 | 22  |
| D | 16 | Tempo Overijse            | 30 | 5  | 6 | 19 | 31 | 64 | -33 | 21  |

### Vierde Klasse C
|   |    |                              | P  | W  | G  | V  | +  | -  | DS  | Ptn |
| - | -- | ---------------------------- | -- | -- | -- | -- | -- | -- | --- | --- |
| K | 1  | Hoogstraten VV               | 30 | 20 | 5  | 5  | 70 | 32 | 38  | 65  |
| E | 2  | K. Patro Eisden Maasmechelen | 30 | 15 | 10 | 5  | 57 | 33 | 24  | 55  |
|   | 3  | K. Witgoor Sport Dessel      | 30 | 16 | 4  | 10 | 42 | 35 | 7   | 52  |
| E | 4  | KSK Hasselt                  | 30 | 15 | 7  | 8  | 57 | 49 | 8   | 52  |
|   | 5  | KFC Sint-Lenaarts            | 30 | 14 | 9  | 7  | 49 | 34 | 15  | 51  |
| E | 6  | KFC Lille                    | 30 | 15 | 3  | 12 | 54 | 37 | 17  | 48  |
|   | 7  | Spouwen-Mopertingen          | 30 | 12 | 8  | 10 | 36 | 34 | 2   | 44  |
|   | 8  | FC Verbroedering Meerhout    | 30 | 12 | 3  | 15 | 51 | 51 | 0   | 39  |
|   | 9  | KVV Thes Sport Tessenderlo   | 30 | 11 | 6  | 13 | 40 | 52 | -12 | 39  |
|   | 10 | RFC Huy                      | 30 | 10 | 8  | 12 | 49 | 47 | 2   | 38  |
|   | 10 | KESK Leopoldsburg            | 30 | 10 | 8  | 12 | 35 | 43 | -8  | 38  |
|   | 12 | RFC Hannutois                | 30 | 10 | 6  | 14 | 43 | 50 | -7  | 36  |
| E | 13 | KVV Heusden-Zolder           | 30 | 10 | 5  | 15 | 35 | 44 | -9  | 35  |
| D | 14 | K. Overpeltse VV             | 30 | 7  | 10 | 13 | 39 | 51 | -12 | 31  |
| D | 15 | RJS Bas-Oha                  | 30 | 8  | 4  | 18 | 38 | 52 | -14 | 28  |
| D | 16 | RCSJ de Grivegnée            | 30 | 5  | 4  | 21 | 37 | 88 | -51 | 19  |

### Vierde Klasse D
|   |    |                                      | P  | W  | G | V  | +  | -  | DS  | Ptn |
| - | -- | ------------------------------------ | -- | -- | - | -- | -- | -- | --- | --- |
| K | 1  | URS du Centre                        | 30 | 23 | 5 | 2  | 76 | 23 | 53  | 74  |
| E | 2  | RFC Turkania Faymonville             | 30 | 16 | 8 | 6  | 81 | 47 | 34  | 56  |
| E | 3  | FC Bleid                             | 30 | 15 | 9 | 6  | 63 | 35 | 28  | 54  |
| E | 4  | RUW Ciney                            | 30 | 15 | 8 | 7  | 68 | 53 | 15  | 53  |
|   | 5  | R. Entente Bertrigeoise              | 30 | 15 | 7 | 8  | 53 | 36 | 17  | 52  |
|   | 6  | RES Couvin-Mariembourg               | 30 | 15 | 4 | 11 | 45 | 48 | -3  | 49  |
|   | 7  | R. Wallonia Walhain Chaumont-Gistoux | 30 | 13 | 5 | 12 | 51 | 46 | 5   | 44  |
|   | 8  | RFC Malmundaria 1904                 | 30 | 12 | 8 | 10 | 52 | 55 | -3  | 44  |
|   | 9  | R. Jeunesse Aischoise                | 30 | 12 | 7 | 11 | 66 | 59 | 7   | 43  |
|   | 10 | RJS Taminoise                        | 30 | 10 | 8 | 12 | 46 | 52 | -6  | 38  |
|   | 11 | R. Spa FC                            | 30 | 10 | 7 | 13 | 37 | 44 | -7  | 37  |
|   | 12 | RSC Pâturageois                      | 30 | 9  | 6 | 15 | 43 | 51 | -8  | 33  |
| E | 13 | SC Petit-Waret                       | 30 | 6  | 7 | 17 | 35 | 64 | -29 | 25  |
| D | 14 | R. Soignies Sports                   | 30 | 6  | 5 | 19 | 41 | 64 | -23 | 23  |
| D | 14 | ES Jamoigne                          | 30 | 6  | 5 | 19 | 32 | 71 | -39 | 23  |
| D | 16 | RFC Meux                             | 30 | 4  | 7 | 19 | 35 | 76 | -41 | 19  |

## Periodekampioenen

### Vierde Klasse A
- Eerste periode: VG Oostende, 24 punten
- Tweede periode: KSK Wevelgem-City, 19 punten
- Derde periode: SC Wielsbeke, 28 punten

### Vierde Klasse B
- Eerste periode: K. Rupel Boom FC, 28 punten
- Tweede periode: KRC Gent-Zeehaven, 28 punten
- Derde periode: KV Woluwe Zaventem, 26 punten

### Vierde Klasse C
- Eerste periode: Hoogstraten VV, 23 punten
- Tweede periode: KFC Lille, 22 punten
- Derde periode: KSK Hasselt, 24 punten

### Vierde Klasse D
- Eerste periode: URS du Centre, 24 punten
- Tweede periode: URS du Centre, 26 punten
- Derde periode: URS du Centre, 24 punten

## Kampioen
In Vierde Klasse A stond VG Oostende bijna heel het seizoen bovenaan. De ploeg pakte de eerste periodetitel, en bleef ook daarna aan de leiding. Kort voor het seizoenseinde zette Oostende echter een slechte reeks neer. Na een nederlaag op het veld van KVK Ieper op de 27ste speeldag en een thuisnederlaag tegen KSV Diksmuide op de 28ste speeldag, terwijl achtervolgers SC Wielsbeke en KVC Sint-Eloois-Winkel Sport wel punten haalden, verloor VGO zijn leidersplaats. Wielsbeke en Winkel gingen zo met een gedeelde eerste plaats de laatste speeldag in, Oostende volgde op twee punten. Alle drie de clubs wonnen hun laatste wedstrijd, waardoor Wielsbeke de titel binnenhaalde.
In Vierde Klasse B kende K. Rupel Boom FC de beste competitiestart, en haalde met voorsprong de eerste periodetitel binnen. KRC Gent-Zeehaven kende een sterke tweede periode, en nestelde zich zo mee bovenaan. Op een speeldag voor het einde deelde Gent zijn eerste plaats met KV Woluwe Zaventem. K. Rupel Boom FC volgde op twee punten; voor KSV Temse dat op vier punten volgde was de titel na de voorlaatste speeldag definitief buiten bereik. Alle drie de kanshebbers wonnen op de slotspeeldag, waardoor Gent zijn eerste plaats behield en de titel behaalde.
In Vierde Klasse C werd Hoogstraten VV autoritair kampioen. Reeds na de eerste periode stond Hoogstraten aan de leiding, en bezette die plaats tot op het einde.
In Vierde Klasse D behaalde URS du Centre afgetekend de titel. Ook hier gaf de ploeg na de eerste periode zijn eerste plaats niet meer af, en bouwde die gestaag uit.

## Eindronde

### Promotie-eindronde

#### Ronde 1
In de eerste ronde van de eindronde traden twaalf vierdeklassers aan, die aan elkaar gepaard werden. De zes winnaars van elk heen- en terugduel gaan door naar de volgende ronde. KSK Sint-Paulus Opwijk was pas op 15 mei zeker van zijn plaats in de eindronde, nadat KSK Wevelgem-City, de winnaar van de tweede periodetitel, een beslissingswedstrijd voor de 13de plaats had verloren van K. White Star Lauwe. Wevelgem-City kon daardoor niet deelnamen aan de promotie-eindronde, maar moest daarentegen naar een eindronde tegen degradatie.
| Datum      | Uur   | Wedstrijd                                       | Uitslag        |
| ---------- | ----- | ----------------------------------------------- | -------------- |
| 17/05/2008 | 19:00 | FC Bleid - KSK Sint-Paulus Opwijk               | 1-0            |
| 17/05/2008 | 19:00 | KFC Lille - KSV Temse                           | 1-0 (n.v.)     |
| 17/05/2008 | 19:00 | KVC Sint-Eloois-Winkel Sport - KSK Hasselt      | 1-1 (3-1 n.p.) |
| 17/05/2008 | 19:00 | VG Oostende - RFC Turkania Faymonville          | 0-1            |
| 17/05/2008 | 20:00 | RUW Ciney - KV Woluwe-Zaventem                  | 1-3            |
| 17/05/2008 | 20:00 | K. Patro Eisden Maasmechelen - K. Rupel Boom FC | 0-2            |

#### Ronde 2
In de tweede ronde worden bij de zes winnaars van de eerste ronde RFC Union La Calamine en K. Londerzeel SK gevoegd, de twee ploeg die in Derde Klasse op twee na laatste van hun reeks eindigden. De ploegen worden aan elkaar gepaard, de vier winnaars gaan door naar de volgende ronde
| Datum      | Uur   | Wedstrijd                                            | Uitslag |
| ---------- | ----- | ---------------------------------------------------- | ------- |
| 25/05/2008 | 16:00 | KVC Sint-Eloois-Winkel Sport - RFC Union La Calamine | 0-1     |
| 25/05/2008 | 16:00 | FC Bleid - K. Rupel Boom FC                          | 1-2     |
| 25/05/2008 | 18:00 | KFC Lille - RFC Turkania Faymonville                 | 4-0     |
| 25/05/2008 | 16:00 | KV Woluwe-Zaventem - K. Londerzeel SK                | 4-0     |

#### Ronde 3
In de derde ronde spelen de winnaars uit de vorige ronde tegen elkaar. De twee ploegen die hun match winnen promoveren naar Derde Klasse (of verzekeren het behoud in Derde Klasse).
| Datum      | Uur   | Wedstrijd                                | Uitslag |
| ---------- | ----- | ---------------------------------------- | ------- |
| 01/06/2008 | 16:00 | RFC Union La Calamine - K. Rupel-Boom FC | 2-3     |
| 01/06/2008 | 16:00 | KV Woluwe-Zaventem - KFC Lille           | 3-1     |

### Degradatie-eindronde

#### Voorronde
De vier teams die 13de eindigden, namelijk K. Berchem Sport, KVV Heusden-Zolder, KSK Wevelgem-City en SC Petit-Waret worden aan elkaar gepaard en spelen een voorronde. De twee winnaars blijven in Vierde Klasse, de twee verliezers moeten verder spelen voor behoud in de Interprovinciale Eindronde. Daar worden de twee ploegen samengevoegd met zes ploegen uit de provinciale reeksen (namelijk uit de provincies West-Vlaanderen, Henegouwen, Limburg, Luxemburg, Namen en Luik).
| Datum      | Uur   | Wedstrijd                              | Uitslag |
| ---------- | ----- | -------------------------------------- | ------- |
| 18/05/2008 | 14:00 | K. Berchem Sport - SC Petit-Waret      | 4-2     |
| 18/05/2008 | 19:00 | KVV Heusden-Zolder - KSK Wevelgem-City | 9-0     |

#### Ronde 1
De twee verliezende vierdeklassers, SC Petit-Waret en KSK Wevelgem-City, spelen verder in een competitie met rechtstreekse uitschakeling in de Interprovinciale Eindronde. Hier worden die twee ploegen samengevoegd met zes ploegen uit de provinciale reeksen, namelijk KBS Poperinge uit West-Vlaanderen, RUS Beloeil uit Henegouwen, Esperanza Neerpelt uit Limburg, ES Vaux uit Luxemburg, RFC Bioul 81 uit Namen en KFC Weywertz uit Luik.
| Datum      | Uur   | Wedstrijd                              | Uitslag |
| ---------- | ----- | -------------------------------------- | ------- |
| 25/05/2008 | 15:00 | ES Vaux - SC Petit-Waret               | 5-0     |
| 25/05/2008 | 16:00 | KBS Poperinge - RFC Bioul 81           | 0-1     |
| 25/05/2008 | 16:00 | KSK Wevelgem-City - Esperanza Neerpelt | 1-6     |
| 25/05/2008 | 16:00 | RUS Beloeil - KFC Weywertz             | 2-1     |

#### Ronde 2
De vier winnaars worden aan elkaar gepaard voor de tweede ronde. De twee winnaars promoveren naar Vierde Klasse (of behouden zich in Vierde)
| Datum      | Uur   | Wedstrijd                         | Uitslag    |
| ---------- | ----- | --------------------------------- | ---------- |
| 01/06/2008 | 16:00 | Esperanza Neerpelt - RFC Bioul 81 | 1-0 (n.v.) |
| 01/06/2008 | 16:00 | ES Vaux - RUS Beloeil             | 0-1        |

De twee verliezers speelden nog een wedstrijd tegen elkaar, voor een extra plaats in Vierde Klasse.
| Datum      | Uur   | Wedstrijd              | Uitslag |
| ---------- | ----- | ---------------------- | ------- |
| 05/06/2008 | 19:00 | RFC Bioul 81 - ES Vaux | 1-3     |